# Fiat 3000
El Fiat 3000, inicialment anomenat Carro d'assalto modello 1921 i posteriorment Leggero 5, fou un tanc lleuger d'origen italià del període d'entreguerres.
Dissenyat a partir de 1919, basant-se en el Renault FT 17, el Fiat 3000 va ser el primer tanc italià fabricat en sèrie, amb una comanda inicial de 100 unitats que van entrar en servei l'any 1921 al Regio Esercito. Posteriorment, el 1930, se'n fabricarien 52 més, armats amb un canó de 37/40 mm.
Entre el 1921 i el 1933, quan entraria en servei el Carro Veloce 33, el Fiat 3000 va ser el principal tanc d'Itàlia. Durant aquest període només va combatre a Líbia, contra uns insurgents àrabs a l'oasi de Jarabub. Posteriorment es retirarien de primera línia, tot i que participarien de forma limitada a la Segona Guerra Italo-Etíop i a la Segona Guerra Mundial.

## Antecedents
Dels contendents de la Primera Guerra Mundial Itàlia va ser dels més tardans a desenvolupar i fer servir tancs. Això es devia a la poca adequació del terreny, muntanyós, i un interès escàs per part de la indústria i l'exèrcit.
El primer pas per fer-ne servir es va fer el 1916, quan l'alt comandament italià va sol·licitar un tanc Schneider per fer-ne proves durant el 1917 mentre es formava una Oficina de Tancs d'Assalt per estudiar-lo.
Aquesta experiència va permetre a Fiat, la companyia d'automoció líder d'Itàlia, de fabricar un disseny propi: el Fiat 2000. Només se'n van produir 2 prototips, el 1918, amb una torreta armada amb un canó de 65 mm i diversos canons i metralladores al cos del blindat. Les grans dimensions i pes del vehicle en limitaven la mobilitat i es va descartar per l'ús a la frontera nord, on Itàlia guerrejava contra Alemanya i l'Imperi Austrohongarès. Mentrestant l'atenció es va desviar cap als tancs lleugers francesos, els Renault FT 17.
Inicialment es van demanar 40 unitats a França per combatre al front italià però la petició es va denegar.

## Desenvolupament
Després de demanar, infructuosament, exemplars de tanc, l'inventari italià només comptava amb un tanc Schneider, dos Fiat 2000 i 7 Renault FT 17.
L'estiu de 1918 aconseguirien la llicència de producció de l'FT 17. Poc després, Fiat, començaria a desenvolupar la seva pròpia versió del tanc: amb un millor motor i armat amb dues metralladores en comptes d'un canó.

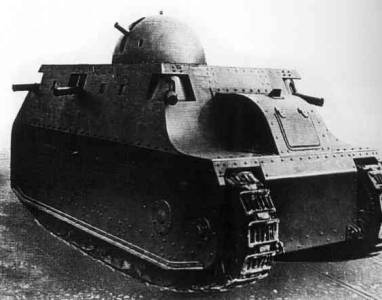
El tanc pesant Fiat 2000, desenvolupat el 1918, era massa pesant per l'ús al front alpí i es va considerar incompatible per les necessitats del Regio Esercito.

Inicialment la comanda que s'havia fet era de 1.400 unitats, començant-ne les entregues el maig de 1919, però la guerra va acabar abans, el novembre de 1918. Aquest fet, juntament amb la posterior Marxa sobre Roma on els feixistes van assolir el poder, no van aturar la producció però la van limitar de forma important.
Finalment la fabricació del primer prototip es va completar l'agost de 1920. L'any vinent se'n van completar les proves i es va acceptar en servei amb el nom de Carro d'assalto modello 1921, fabricant-se'n 100.
Posteriorment, el 1928-29, es desenvoluparia una versió millorada del Fiat 3000 que entraria en servei el 1930 com a Fiat 3000 B (mentre que els antics s'anomenarien Fiat 3000 A). Aquesta versió duia un canó de 37/40 mm, un motor més potent de 63 CV i alguns models de comandament duien ràdios. El 1933 es millorarien els bastidors longitudinals i el 1936 es substituirien totes les metralladores dels tancs sense canó per Fiat 35. El 1940 els tancs es reanomenarien per denotar el seu caràcter lleuger: Leggero 5/21, si duien només metralladores, o L 5/30, si tenien canó.
També es van fer alguns experiments amb els vehicles completats: dos Fiat 3000 es van convertir en variants que podien formar cortines de fum i es va fabricar també un prototip llançaflames però sense èxit.

## Característiques
Tot i que el Fiat 3000 es basava en el Renault FT 17, algunes particularitats del tanc es van canviar per adaptar-lo als requeriments de l'exèrcit italià.

### Blindatge i distribució
El Fiat 3000 estava dividit en dos compartiments: el de motor de gasolina, al darrere, i el de la tripulació al davant. La torreta, de planta ortogonal i centrada al vehicle, estava col·locada sobre una superestructura molt angular. El conductor se situava al davant de tot, assentat, amb un port de visió just al davant per conduir i un petita escotilla rectangular per sortir a l'alçada de la cara. Per altra banda, el comandant, que servia les metralladores o canó, estava dret a la torreta rotativa i tenia una petita espitllera per apuntar i una escotilla al darrere de la torreta.

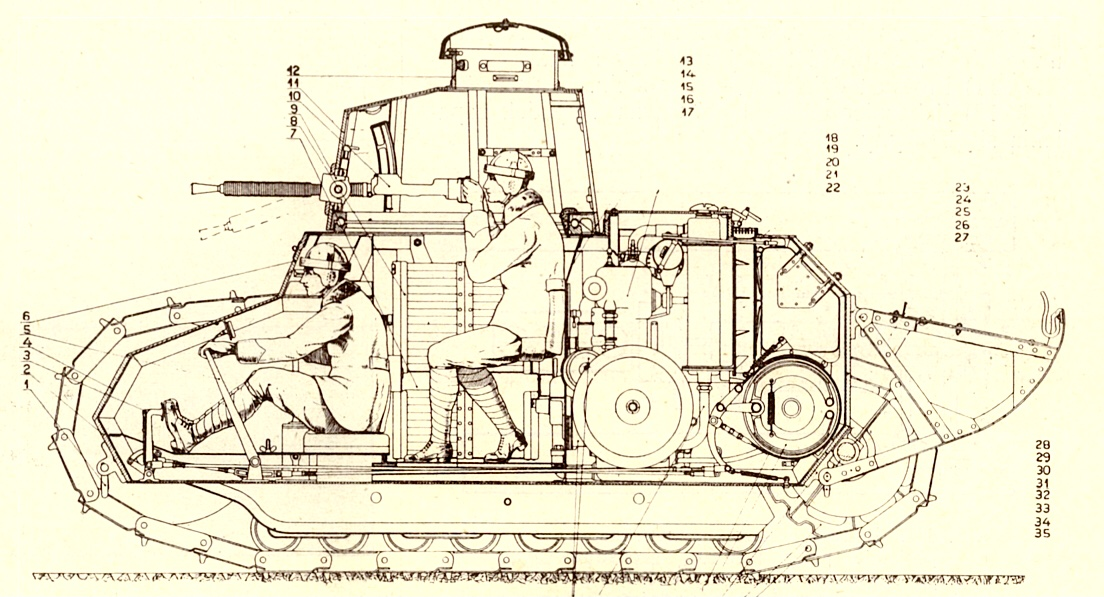
Vista de tall d'un Fiat 3000 a la revista polonesa Auto del 1925.

El blindatge consistia en xapa d'acer reblonada, amb un gruix d'entre 16 mm, al frontal, i 6 mm. Les unions reblonades eren perilloses per la tripulació, perquè quan rebien algun impacte el rebló sortia disparat com un bala dins del compartiment.

### Armament
Inicialment, l'armament dels Fiat 3000 eren un parell de metralladores SIA de 6,5 mm amb 2.000 cartutxos de munició que més tard es van incrementar a 5.760.
Com que el Regio Esercito mai va acabar d'estar satisfet amb el Fiat 3000, a l'espera d'un tanc millor, Fiat va decidir millorar-lo. Així, el 1930, van entregar una versió millorada que canviava les dues metralladores per un canó de tanc de 37/40 mm.
El 1936 tots els models A, els que anaven armats amb dues metralladores, van substituir-les per les més modernes Fiat 35, que feien servir cartutxos 8x59 mm RB Breda. Aquest model funcionava amb cintes de 50 cartutxos i tenia una cadència de 500 bales per minut, amb una velocitat de sortida de 792 m/s i un abast de 1.000 metres.

### Sistema motor
Inicialment el Fiat 3000 duia un motor de 50 CV muntat transversalment que permetia que el tanc avancés, com a màxim, a 21 km/h podent recórrer una distància màxima de 95 km.

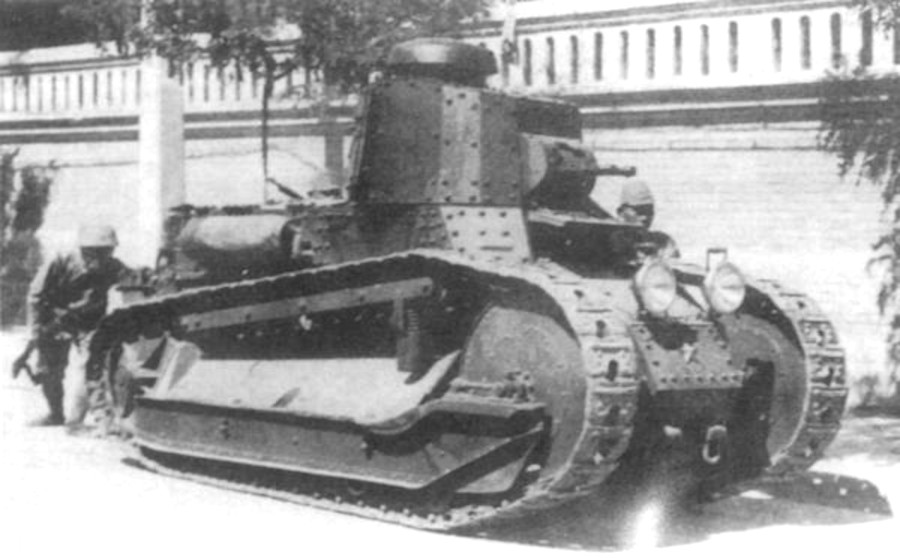
Un Fiat 3000 de l'exèrcit imperial japonès desplegat durant l'Incident de Mukden l'any 1931.

En el model B es va canviar el motor per un de més potent, de 63 CV, i també es va millorar la suspensió. Per aconseguir-lo encabir es va haver de redissenyar el compartiment motor i això va provocar que l'increment de potència no repercutís en una millora real de les prestacions.

## Història operativa
El bateig de foc del Fiat 3000 va ser el febrer de 1926, a Líbia, on una companyia de tancs va donar suport a una columna que es dirigia cap a l'oasi de Jarabub per capturar-lo a un grup d'insurgents àrabs. En aquesta ocasió els Fiat 3000, que avançaven lentament, van retardar la columna, composta per cavalleria i autometralladores.
Durant la Segona Guerra Italoabissínia alguns Fiat 3000 també participarien en el conflicte, tot i la presència de blindats més moderns com els CV 35. Tot i això, un any després, durant la Guerra Civil Espanyola es va considerar que ja no era un tanc adequat pel combatre a primera línia i el Corpo Truppe Volontarie ja no els va fer servir.
El juny de 1940, quan el Regne d'Itàlia va entrar a la Segona Guerra Mundial, encara hi havien 90 tancs Leggero 5 en ús; equipant un sol batalló a Itàlia format per cinc companyies de la Guardia alla Frontiera. Alguns d'aquests tancs participarien en la batalla de Grècia i a la Campanya dels Balcans.
L'últim gran enfrontament on participarien els Fiat 3000 seria el 1943 a la Invasió aliada de Sicília. Dues companyies italianes encara estaven equipades amb L 5. Una de les companyies va soterrar els tancs, deixant només la torreta visible per servir com a búnquers. L'altra va participar de forma mòbil a la batalla de Gela (1943). Els pocs tancs supervivents no tornarien a participar de forma significativa a cap enfrontament.
Una dotzena de L 5 també es van vendre a d'altres estats: la Unió Soviètica, Dinamarca, Argentina, Letònia, Espanya, el Japó, Hongria i Grècia. Hongria els faria servir en combat, durant la Guerra Eslovacohongaresa.